# Sony Nordé
Sony Nordé, né le 27 juillet 1989 à Jérémie, est un footballeur international haïtien. Il évolue au poste de milieu de terrain.

## Biographie

### Carrière en club
Sony Nordé fait ses classes en Argentine, dans le centre de formation du Boca Juniors, avant de jouer au Mexique, d'abord sous forme de prêt au San Luis FC, puis à l'Altamira FC en 2012 où il ne reste que quelques mois. Il fait le choix de s'expatrier en Asie afin de jouer dans la Bangladesh League qu'il remporte deux fois (avec le Sheikh Russell KC en 2012-13 et le Sheikh Jamal DC la saison suivante).
Arrivé en Inde en 2014 pour porter les couleurs du Mohun Bagan AC, il s'y distingue en étant sacré champion en 2015, puis élu meilleur joueur du championnat l'année suivante.

### Carrière en sélection
Convoqué en équipe d'Haïti pour la première fois le 17 octobre 2007, lors d'un match amical face au Costa Rica (1-1), Sony Nordé joue l'année suivante les éliminatoires de la Coupe du monde 2010 où il dispute trois rencontres. Il jouera par la suite deux autres tournois de qualification pour la Coupe du monde, en 2014 (1 match) et 2018 (4 matchs).
Présent lors de la Gold Cup 2015 aux États-Unis (2 matchs disputés), il participe l'année suivante à la Copa América Centenario où il est titulaire lors de la rencontre face à l'Équateur (défaite 0-4).
Buts en sélection
| Buts en sélection de Sony Nordé | Buts en sélection de Sony Nordé | Buts en sélection de Sony Nordé                      | Buts en sélection de Sony Nordé | Buts en sélection de Sony Nordé | Buts en sélection de Sony Nordé | Buts en sélection de Sony Nordé |
|                                 | Date                            | Lieu                                                 | Adversaire                      | Score                           | Résultat                        | Compétition                     |
| ------------------------------- | ------------------------------- | ---------------------------------------------------- | ------------------------------- | ------------------------------- | ------------------------------- | ------------------------------- |
| 1.                              | 4 décembre 2008                 | Jarrett Park, Montego Bay (Jamaïque)                 | Antigua-et-Barbuda              | 1-0                             | 1-1                             | Coupe caribéenne 2008           |
| 2.                              | 4 novembre 2010                 | Manny Ramjohn Stadium, Marabella (Trinité-et-Tobago) | Saint-Vincent-et-les-Grenadines | 0-1                             | 1-3                             | Qualif. Coupe caribéenne 2010   |

## Palmarès

### En club
- Sheikh Russell KC
  - Champion du Bangladesh en 2012-13.

- Sheikh Jamal DC
  - Champion du Bangladesh en 2013-14.
  - Vainqueur de la Bangladesh Federation Cup en 2013.

- Mohun Bagan AC
  - Champion d'I-League en 2015.
  - Vainqueur de la Federation Cup en 2015-16.

### Distinctions individuelles
- Désigné meilleur joueur de la saison 2016 de l'I-League[3].